# Burgruine Chameregg
Die Burgruine Chameregg ist der Rest einer mittelalterlichen Höhenburg in Chameregg, heute einem Stadtteil der oberpfälzischen Kreisstadt Cham in Ostbayern. Es handelt sich hierbei um das älteste Gemäuer in der Region. Die erhaltenen Teile sind unter der Aktennummer D-3-72-116-84 als Baudenkmal verzeichnet. „Archäologische Befunde im Bereich der mittelalterlichen Burgruine ‚Ödenturm‘“ werden zudem als Bodendenkmal unter der Aktennummer D-3-6742-0008 geführt.

## Geschichte
Die Burg in Chameregg ist ein Beispiel eines Wohnturmes, der in romanischer Zeit als Teil des äußeren Befestigungsrings um die Burg Cham angelegt wurde. Sie entstand vermutlich zur Zeit der Diepoldinger.
1352 wurden die Chamerauer als Besitzer der Burg geführt; diese blieben bis in das 15. Jahrhundert im Besitz der Burg. Im 15. Jahrhundert wurde das einflussreiche Geschlecht der Pollinger als Herren genannt. 1488 sind die Uttinger in der Landtafel hier eingetragen, die bis 1558 auf Chameregg nachweisbar sind. 1570 sind die Pelkofer die Hofmarksherren, ihnen folgen im ausgehenden 16. Jahrhundert die Kellner und dann die Kagerer (1590 wird der erste dieser Familie hier genannt). Nach dem Tod des Endres Kagerer folgt ihm 1636 sein Schwager Hans Sebastian von Rain. Dessen Witwe heiratet 1670 Johann Heinrich Reithorner, der den Besitz 1675 an die Herren von Schönbrunn verkauft. 1683 wird die Hofmark an die Schrenck von Notzing veräußert. Im 18. Jahrhundert sind nochmals die Rainer von Rain hier ansässig. Maria Rain verkauft Chameregg 1778 an das Kollegiatstift St. Jakob und Tiburtius in Straubing. Im 19. Jahrhundert war Chameregg im Besitz der Freiherrn von Hallberg.
Mit weiteren Besitzerwechseln begann auch der bauliche Niedergang der Anlage. Wann die Burg zerstört wurde, ist nicht bekannt, jedoch ist eine Brandkatastrophe nachgewiesen. Die zeitliche Verortung in die Hussitenkriege ist reine Spekulation. Die Burgruine Chameregg befindet sich seit 1900 in Besitz des Bayerischen Wald-Vereins.

## Zustand

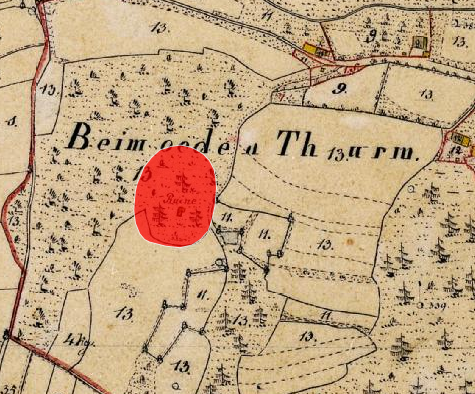
Lageplan der Burgruine Chameregg auf dem Urkataster von Bayern

In den Jahren 1965/66 und 1987 bis 1989 wurden Ausgrabungen und Sicherungsmaßnahmen mit erheblichen finanziellem Aufwand durchgeführt. Der Stumpf des ehemaligen Bergfriedes (Ödenturm) ragt noch 22 Meter in die Höhe. Die Mauern haben eine Stärke von bis zu drei Metern. Auszumachen sind mindestens vier Stockwerke. Weiterhin sind noch Teile des Berings und des Burggrabens erkennbar.
Quadersteine der Burg sollen für den Bau von Privathäusern im benachbarten Chammünster verwendet worden sein.

### Historische Quellen
- R. Hoffmann; G. Hager (Hrsg.): Die Kunstdenkmäler des Königreichs Bayern. Band VI: Bezirksamt Cham. 1906, S. 46–87. (Nachdruck: Oldenbourg-Verlag, München 1981, ISBN 3-486-50436-3)
- Max Piendl: Das Landgericht Cham. (= Historischer Atlas von Bayern, Teil Altbayern Heft 8). Kommission für bayerische Geschichte, Verlag Michael Laßleben, München 1955, S. 36–37.

### Sagen
- Alexander Schöppner: Sagenbuch der bayerischen Lande. 3 Bände. Rieger, München 1852.
- Jos. Deschermeier: Sagen aus dem Chamgau. Das Bayerland, Jahrgang 1899.

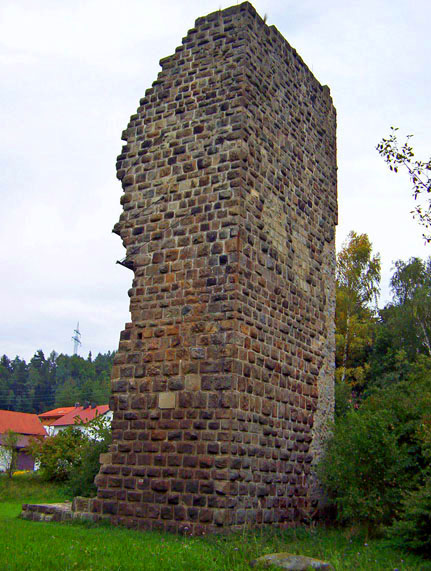
Nordansicht Ödenturm
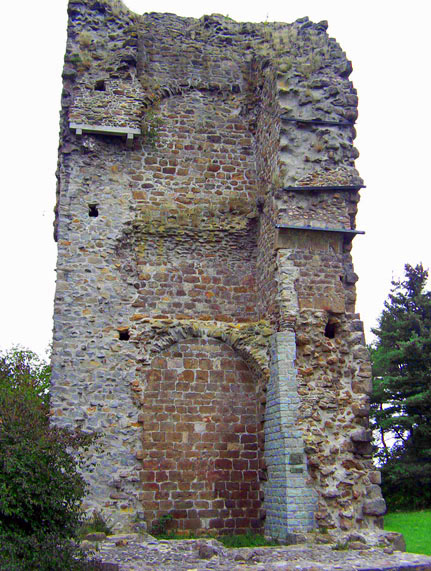
Ostansicht Ödenturm
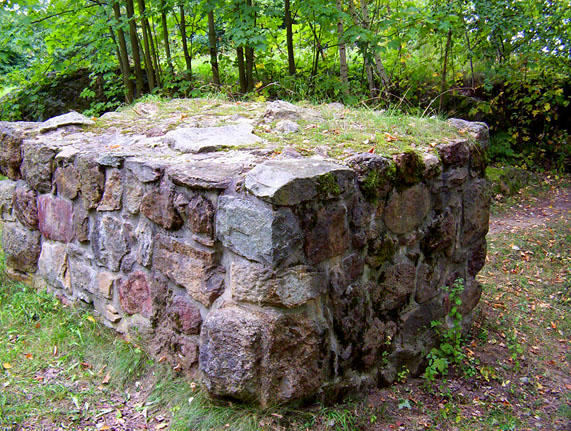
Reste der inneren Burg
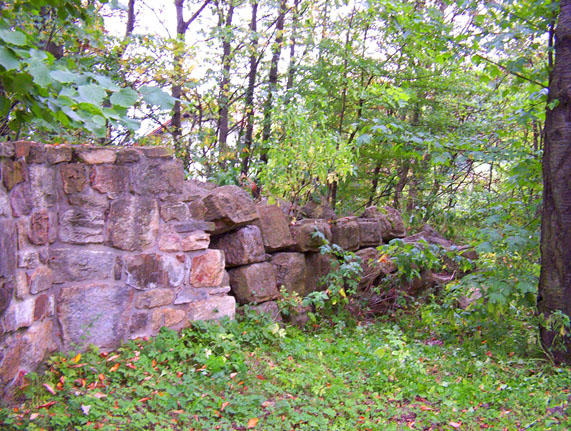
Reste der Nordmauer